# 310

## Родени
- Вулфила, готски епископ, мисионер и преводач

## Починали
- юли – Максимиан, римски император